# ألان غرين (لاعب كرة قدم)
ألان غرين (بالإنجليزية: Alan Green) (1 يناير 1954 بوستر في المملكة المتحدة - ) هو لاعب كرة قدم أمريكي في مركز الهجوم. شارك مع منتخب الولايات المتحدة لكرة القدم. أما مع النوادي، فقد لعب مع كوفنتري سيتي ونيويورك كوسموس وسان خوزيه إيرث كويكس وتيم أمريكا ‏ وجاكسونفيل تي من ‏ وواشنطن ديبلومتس.

## وصلات خارجية
- ألان غرين على موقع قاعدة بيانات كرة القدم.إي يو (الإنجليزية)